# Batalla de Halidon Hill
La batalla de Halidon Hill tuvo lugar el 19 de julio de 1333. En esta batalla, las fuerzas escocesas bajo el mando de Archibald Douglas sufrieron una aplastante derrota frente a Inglaterra cuando trataban de liberar la ciudad de Berwick-upon-Tweed.

## El desheredado
Desde la muerte de John Comyn a manos de Roberto I de Escocia (Robert Bruce) y sus seguidores en 1306, la Guerra de Independencia Escocesa se convirtió también en una guerra civil. El Tratado de Northampton de 1328 puso fin a más de treinta años de luchas intermitentes entre Inglaterra y Escocia, pero también dejó una gran cantidad de anglo-escoceses descontentos, seguidores de John Balliol y Comyn que habían perdido tierras y propiedades en Escocia. En 1332 esta facción de descontentos invadió Escocia bajo el liderazgo de Edward Balliol, hijo y heredero del rey John (Juan I de Escocia), y de Henry de Beaumont, IV conde de Buchan, todo ello con el apoyo tácito de Eduardo III de Inglaterra. Los partidarios del desheredado Balliol derrotaron a los lealistas escoceses en la batalla de Dupplin Moor. Balliol fue coronado por sus partidarios como Rey de Escocia tras esta primera victoria; sin embargo, con un apoyo muy limitado en su nuevo reino, fue emboscado en Annan unos meses más tarde por las tropas de David II de Escocia, hijo y heredero del rey Robert Bruce. Balliol tuvo que huir precipitadamente y medio desnudo a Inglaterra. Allí apeló al apoyo del rey Eduardo, prometiendo al monarca inglés la cesión de todos los condados del sureste escocés como pago por su ayuda. Eduardo abandonó toda pretensión de neutralidad y reconoció a Balliol como rey de Escocia, preparándose para la guerra.

## Berwick bajo asedio
A principios de 1333 la atmósfera en la frontera era tensa. Inglaterra se preparaba abiertamente para la guerra. En Escocia, Archibald Douglas, hermano de Lord James Douglas y ahora Guardián del Reino durante la minoridad del rey David, hacía preparativos para la defensa de Berwick-upon-Tweed. Se hizo acopio de armas y suministros, y se encargó la defensa de la villa a Sir Alexander Seton. Los preparativos se completaron justo cuando Balliol cruzó la frontera en Roxburghshire el 10 de marzo. Además de por los señores desheredados, Balliol estaba acompañado por varios magnates ingleses. El ejército avanzó con rapidez hacia Berwick, iniciando el asedio a la ciudad. Las decepciones del último año habían desaparecido, y Balliol actuaba claramente en favor de los intereses ingleses. La Segunda Guerra de Independencia había comenzado.
El mismo rey Eduardo en persona llegó a Berwick en mayo, tras dejar a la reina Felipa en la seguridad del castillo de Bamburgh, en la costa de Northumberland. Su aliado y protegido había asediado Berwick durante casi dos meses sin encontrar resistencia exterior, por lo que pudo estrechar el cerco a la ciudad: se excavaron trincheras y se cortó el suministró de agua, así como las comunicaciones de la ciudad sitiada con su hinterland. La inactividad del ejército del Guardián contrastaba con la rápida respuesta de Robert Bruce al sitio de 1319. Douglas parecía haber perdido el tiempo reclutando un gran ejército nacional en lugar de utilizar las tropas que ya tenía para efectuar incursiones de diversión en territorio enemigo.
Con la llegada del monarca inglés, el ataque sobre Berwick se tornó más serio. Seton llevó a cabo una enérgica defensa , pero a finales de junio, bajo un ataque constante por tierra y mar, sus tropas estaban al borde de la extenuación. Solicitó y le fue concedida una breve tregua, pero tan sólo a condición de rendirse si el sitio no había sido levantado el 11 de julio. Como garantía de buena fe, se exigió a Seton la entrega de rehenes, incluyendo a su hijo Thomas. Escocia encaraba ahora la misma situación que ya sufriera Inglaterra antes de la batalla de Bannockburn: tratándose de un asunto de orgullo nacional, Douglas debería acudir al rescate de Berwick, del mismo modo que Eduardo II de Inglaterra acudió al rescate del castillo de Stirling en 1314. El ejército reunido con gran pérdida de tiempo por parte del Guardián se veía ahora obligado a acudir al combate tras haber perdido toda iniciativa sobre el mismo. En cualquier caso, las fuerzas de Douglas eran una impresionante manifestación de la fuerza y la unidad de la nación, con voluntarios acudiendo desde cada esquina del reino. Como en todos los ejércitos medievales, es difícil estimar el número preciso de tropas, aunque es posible que este ejército fuera al menos tan numeroso como el que había luchado en Bannockburn, o incluso más. De este modo, Douglas inició la tan demorada marcha hacia la frontera.

## Avance hacia Bamburg
Douglas invadió Inglaterra el día 11 de julio, en un intento de alejar de Berwick a Eduardo III. Éste era el último día de la tregua pactada por Seton. Douglas avanzó en dirección este, hacia el pequeño puerto de Tweedmouth, al otro lado de la desembocadura del río Tweed, en la parte de Northumberland disputada por ingleses y escoceses. Tweedmouth fue destruida a la vista del ejército inglés, pero Eduardo no se movió. Una pequeña partida de escoceses comandada por Sir William Keith se abrió camino no sin dificultad a través de las ruinas del viejo puente hasta la otra orilla del río Tweed. Keith y algunos de sus hombres pudieron entrar a la fuerza en Berwick. Douglas quiso considerar esto como un «rescate técnico», y envió un mensaje a Eduardo exigiéndole levantar el asedio a Berwick. El mensaje iba acompañado de la amenaza por parte de Douglas de continuar el avance hacia el sur con su ejército y devastar Inglaterra si el monarca inglés no accedía a retirarse. De nuevo, Eduardo no se movió, de manera que Douglas marchó hacia el sur, a Bamburgh, tal vez con la esperanza de repetir las circunstancias que condujeron en años anteriores a la batalla de Myton. El monarca inglés sabía por medio de su esposa que Bamburgh estaba preparada para soportar con facilidad un largo asedio, mientras los escoceses no disponían del tipo de equipamiento necesario para tomar la fortaleza al asalto. Para Berwick, sin embargo, el tiempo había terminado definitivamente.

## El regreso del príncipe
Eduardo rehusó considerar la entrada de Keith en Berwick como un rescate según los términos del acuerdo de 28 de junio. Puesto que la tregua había expirado y el pueblo no se había rendido, ordenó que se empezara a ahorcar a los rehenes ante los muros de la ciudad, empezando por Thomas Seton. Otros dos rehenes más serían ahorcados en los días sucesivos si la guarnición rehusaba capitular. La determinación de Eduardo tuvo el efecto deseado: para salvar las vidas de los restantes rehenes, Seton acordó una nueva tregua en la que prometía rendirse si no eran rescatados el martes 20 de julio. La suerte de la ciudad dependía ahora de la victoria escocesa en la batalla. Las noticias de estos acontecimientos fueron transmitidas a Douglas en Bamburgh. Tras haber perdido totalmente la libertad de acción, volvió hacia el norte metiéndose de lleno en la boca del lobo.